# Termas de São Pedro do Sul

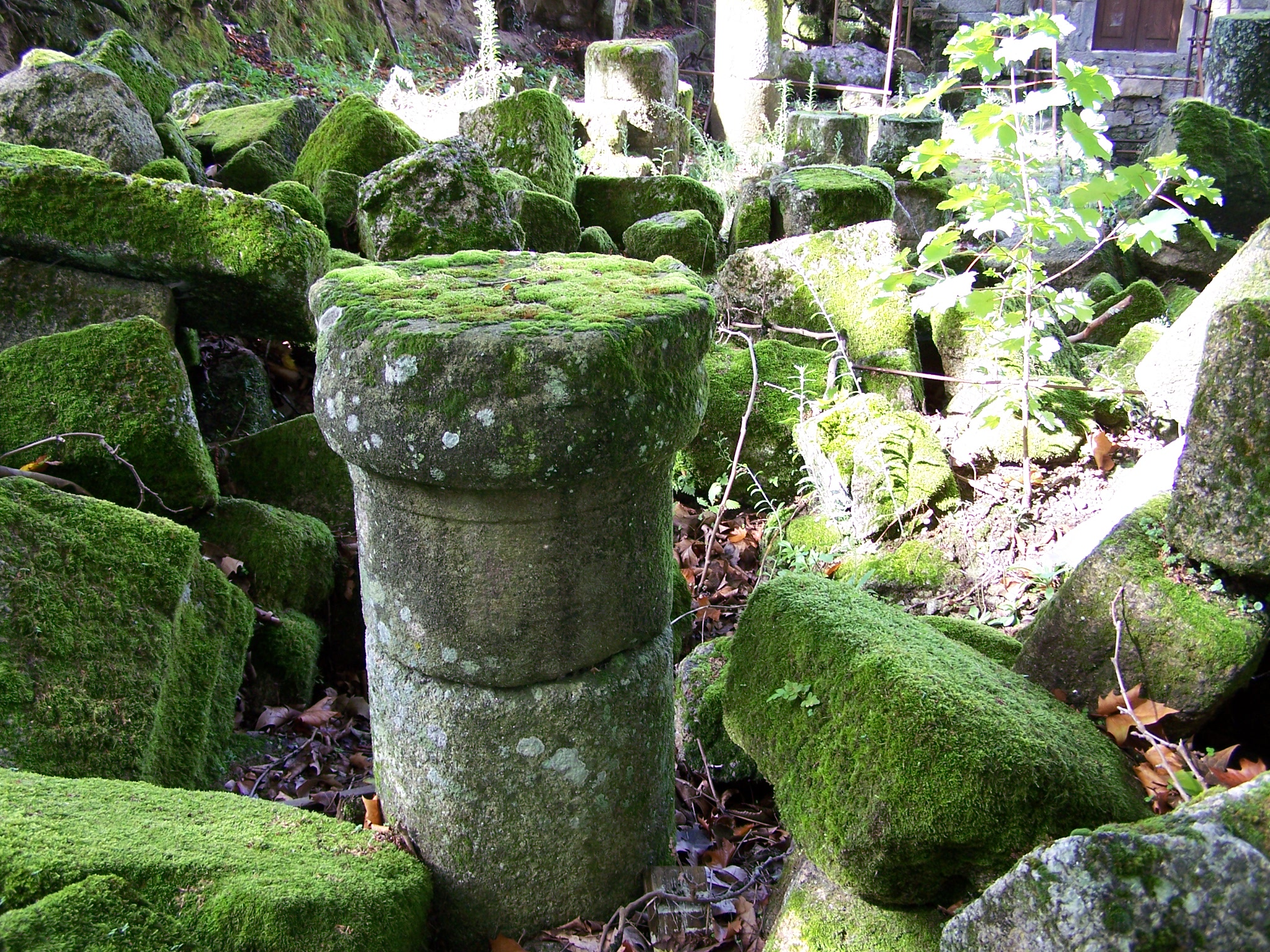
Vestígios romanos nas Termas de São Pedro do Sul, distrito de Viseu, Portugal

As Termas de São Pedro do Sul ficam em Várzea, São Pedro do Sul (Portugal). São as termas mais frequentadas do país. 
A nascente de água termal de S. Pedro do Sul é explorada desde o séc. I. O que resta hoje de um balneu construído pelo Romanos é Monumento Nacional. Sobre este o rei D. Afonso Henriques mandou edificar o balneário (atualmente designado por Balneário D. Afonso Henriques). Em 1894 foram criadas, a seu lado, novas instalações termais (Balneário Rainha D. Amélia).
Diz-se que o rei D. Afonso Henriques, em 1169, frequentou as Termas de S. Pedro do Sul, para se restabelecer de uma fratura na perna.
Possui uma água sulfúrea que brota a 68,7ºC.
As termas são exploradas pela empresa municipal com o mesmo nome.

## Serviços
- Balneoterapia;
- Programas de bem-estar;
- Fisioterapia.